# Test Drive
Test Drive ist eine Computerspiel-Serie des Genres Rennsimulation. Die Serie gehört zu den ältesten ihres Genres, der erste Teil wurde 1987 von Accolade produziert und veröffentlicht. Ab 2000 wurde die Serie von Atari vermarktet, seit 2016 liegen die Rechte bei Bigben Interactive.

## Beschreibung
Der Spieler steuert ein Auto und muss versuchen, das „Testauto“ schnellstmöglich an das Ziel zu bringen. Dabei sollte man das Tempolimit einhalten, was allerdings den Auftrag eher gefährdet, das Auto schnellstmöglich zu überführen. Sollte man in eine Radarkontrolle geraten, wird die Polizei das Fahrzeug verfolgen. Es gibt zwei Möglichkeiten, wie reagiert werden kann: Entweder durch Anhalten und Bezahlen des Strafzettels oder durch Beschleunigen, um der Polizei möglichst zu entkommen. Dabei ist auch auf den Gegenverkehr zu achten. Die Grafik ist 3D und aus der Sicht des Autofahrers das Lenkrad erkennbar. Beliebt war eine an einem Abhang entlangführende Strecke (Pacific Coast Highway). Das Markenzeichen des Spiels war die zerbrechende Windschutzscheibe im Falle eines Unfalls.
Der erste Titel der Reihe wurde 1987 vom kanadischen Studio Distinctive Software entwickelt und über Accolade veröffentlicht. Es konnten 500.000 Einheiten abgesetzt werden, während der Nachfolger The Duel: Test Drive II sich 250.000 Mal verkaufte. 2000 übernahm der französische Publisher Infogrames Accolade und damit auch die Markenrechte an Test Drive. Unter Infogrames, das später in Atari umfirmierte, wurde die Serie von verschiedenen Studios weiterentwickelt, darunter Eden Games mit dem erfolgreichen Test Drive Unlimited. 2016 erwarb der französische Publisher Bigben Interactive die Markenrechte an Test Drive, nur die Vertriebsrechte für die bereits veröffentlichten Spiele blieben bei Atari.

## Versionen

### Hauptserie
- Test Drive (1987) DOS, Atari ST, C64, Amiga, Apple II
- Test Drive II: The Duel (1989) DOS, Atari ST, C64, Amiga, SNES, Sega Mega Drive, u. a.
- Test-Drive-II-Add-ons: Supercars Disk, Musclecars Disk (neue Autos), California Challenge, European Challenge (Scenery Disks, neue Strecken)
- Test Drive III: The Passion (1990) DOS
- Test Drive 4 (1997) Windows und PlayStation
- Test Drive 5 (1998) Windows und PlayStation
- Test Drive 6 (2000) Windows, PlayStation und Dreamcast
- Test Drive Overdrive/in Europa TD Overdrive: The Brotherhood of Speed (2002)
- Test Drive: Eve of Destruction/in Europa Driven to Destruction (2004) PlayStation 2 und Xbox (ähnl. Destruction Derby)
- Test Drive Unlimited Xbox 360 (2006), PC, Playstation 2, PSP (2007)
- Test Drive Unlimited II (Erstveröffentlichung in Europa am 11. Februar 2011) Xbox 360, Windows, PlayStation 3
- Test Drive Unlimited Solar Crown (2024), PlayStation 5

### Off-Road Ableger
- Test Drive Off-Road 1 (1997) DOS, Playstation
- Test Drive Off-Road 2/in Europa Test Drive 4x4 (1998) Windows, PlayStation
- Test Drive Off-Road 3/in Europa 4x4 World Trophy (1999) Windows, PlayStation, GBC
- Test Drive Off-Road: Wide Open/in Europa Off-Road Wide Open (2001) PlayStation 2, Xbox

### Andere Ableger
- Test Drive V-Rally
- Test Drive Le Mans (in Europa als Die 24 Stunden von Le Mans) (2000) Playstation, PlayStation 2, PC, Dreamcast, Game Boy Color
- Test Drive Cycles (2000) Game Boy Color, PC, Playstation, Dreamcast
- Test Drive 2001 (2000) Game Boy Color
- Test Drive Ferrari Racing Legends (2012) PlayStation 3, Xbox 360, Windows

## Test Drive Unlimited 2
Test Drive Unlimited 2 ist die Fortsetzung von Test Drive Unlimited, veröffentlicht 2011. Es stehen 101 Fahrzeuge zur Verfügung. Dazu gehören viele bekannte Hersteller wie z. B. Aston Martin, RUF sowie Gumpert. Test Drive Unlimited 2 spielt in der Anfangsphase auf der balearischen Insel Ibiza, mit ca. 930 km und im weiteren Spielverlauf auch auf der bereits aus Test Drive Unlimited bekannten Insel Oʻahu, mit ca. 2200 km. Weitere Neuerungen sind z. B. ein Tag/Nachtwechsel (24 Stunden im Spiel entsprechen 2,5 Stunden in echt), sowie ein dynamisches Wettersystem. Des Weiteren wurde in diesem MMORPG der Kontakt zwischen einzelnen Spielern erleichtert. Der Spieler hat die Möglichkeit, zum Beispiel im (kostenpflichtigen) Casino-DLC mit anderen Spielern in Kontakt zu treten.
Ab 2011 kam es zu Schließungsquerelen zwischen Atari und dem Entwicklungsstudio Eden Games, welche den Spielsupport beeinträchtigten. Dies wurde teilweise durch die Nutzergemeinde über die Entwicklung von Fan-Patches abgefangen, welche damit verbliebene Probleme und Mängel selbst zu beheben versuchen.
Die offiziellen Multiplayer-Server wurden im November 2018 endgültig abgeschaltet. Seit diesem Zeitraum arbeitet ein Fan-Team mit der Multiplayer-Mod TDU World daran, den Online-Modus wieder spielbar zu machen.

## Test Drive Unlimited Solar Crown
Test Drive Unlimited Solar Crown wurde am 7. Juli 2020 auf der Nacon Connect angekündigt. Entwickelt wird das Spiel mittlerweile von Kylotonn. Test Drive Unlimited Solar Crown spielt auf Hongkong-Island, das mit einem 1:1 Maßstab nachgebaut wurde und ein Streckennetz von etwa 600 km besitzt.